# Czyszki (rejon pustomycki)
Czyszki (ukr. Чишки) – wieś na Ukrainie, w obwodzie lwowskim, w rejonie lwowskim (do 2020 roku w rejonie pustomyckim), do 1945 w województwie lwowskim, w powiecie lwowskim, siedziba gminy Czyszki w II Rzeczypospolitej.
Jerzy Strumiło z Dymoszyna, chorąży lwowski w 1456 r. darował wieś konwentowi oo. franciszkanów we Lwowie. Dominium należało do klasztoru franciszkanów we Lwowie. Od 1905 do 1914 w klasztorze posługiwał o. Benigny Chmura. Bracia Franciszek i Rajmund Kolbowie spędzali tam wakacje w okresie swoich studiów seminaryjnych. 
W latach 1944–1945 nacjonaliści ukraińscy z OUN-UPA zamordowali tutaj 23 Polaków.

## Zabytki
- kościół parafialny pw. Wszystkich Świętych ufundowany aktem z 11 listopada 1420 przez Mikołaj Dmitrowskiego z Dmytrowic[1][6], rozbudowany w XVIII-XX w. Obecnie pw. św. Mikołaja.